# 飯塚晴子
飯塚晴子（3月23日—），日本的女性动画师、人物设计师。东京都出身。昵称是。于XEBEC出道。丈夫是同于XEBEC出道的动画师足立慎吾，现在两人都以自由职业者的身份参与动画制作。

## 作品列表

### 电视动画
- ∀GUNDAM（1999年）动画
- ZOIDS（2000年） 動画检查、動画
- 纯情房东俏房客（2000年） 動画
- 袖珍女侍小梅（2000年） 動画
- 永恒传说（2001年） 動画检查
- ZOIDS新世紀ZERO（2001年） 原画、動画、動画检查
- 通靈王（2001年 - 2002年） 原画、OP2原画
- 网球王子（2001年 - 2005年） 作画監督、原画
- 火影忍者（2002年） 原画
- 星際少年隊（2003年） 原画
- 初音岛（2003年） 原画
- 御伽草子（2004年） 作画監督、原画
- 風人物語（2004年） 作画監督、原画
- 洛克人（2004年） OP原画
- LOVELESS（2005年） 作画監督、原画
- 初音岛第二季（2005年） OP原画
- 地獄少女（2005年） 原画
- 增血鬼果林（2005年） 道具设计、作画監督
- ARIA The ANIMATION（2005年） 原画
- 韦驮天翔（2005年） OP1原画
- BLOOD+（2005年 - 2006年） 設定助理（第14話 - 第24話、第26話 - 第50話）、原画（OP1、OP2、OP4）
- 学園天堂 BOY'S LOVE HYPER!（2006年） OP原画
- ARIA The NATURAL（2006年） 作画監督
- 零之使魔（2006年） 道具设计、作画監督助理
- 处女爱上姊姊（2006年） OP原画
- 009-1（2006年） 原画
- 地獄少女 二籠（2006年 - 2007年） 作画監督、原画
- 威尔贝鲁物语～威尔贝鲁的姐妹～（2007年） 人物设计、总作画監督
- 天翔少女（2007年） 总作画監督（第6、8、12、14、16、18、20、22、24、26話）、作画監督（第1、26話）、道具设计
- 初音岛II（2007年） OP原画
- 威尔贝鲁物语～威尔贝鲁的姐妹～ 第二幕（2008年） 人物设计 [2]
- 女神异闻录 ～三位一体之魂～（2008年） OP1原画
- 我家有个狐仙大人（2008年） 原画
- 纯情罗曼史（2008年） 总作画監督（第7話 - 第12話）、OP原画
- 隐王（2008年） 道具设计、原画、OP原画
- 纯情罗曼史2（2008年） 总作画監督
- 食灵-零-（2008年） OP原画
- 黑執事（2008年 - 2009年） OP2原画、ED1原画
- 南家三姐妹 欢迎回家（2009年） OP原画
- 魔法的禁书目录（2009年） OP2原画
- 旋风管家!!（2009年） OP1原画、ED2原画
- 海物语～有你相伴～（2009年） 人物设计、总作画監督、OP作画監督
- 潘朵拉之心（2009年） 原画
- 科学超电磁炮（2009年） OP原画、总作画監督（第6話）
- 学生会的一己之见（2009年） OP原画、过场动画原画（第10話）
- 薄樱鬼（2010年） OP原画
- 迷糊餐厅（2010年） 作画監督
- 大神与七位伙伴（2010年） 人物设计、总作画監督、作画監督、原画、过场动画 [3]
- 魔法的禁书目录II（2010年 - 2011年） 总作画監督、作画監督、OP原画
- 海月姫（2010年） 作画監督
- 我的妹妹哪有这么可爱！（2010年） 作画監督助理
- 食梦者玛莉（2011年） ED原画
- 偶像大师（2011年） 总作画監督、作画監督、作画監督助理、OP2作画監督助理、OP原画、第19話ED作画監修
- 幸福光晕～hitotose～（2011年） 人物设计 [4]
- 妖狐×僕SS（2012年） 人物设计、总作画監督、OPED1ED5ED6总作画監督、ED2作画監督、过场动画作画 [5]
- 夏色奇迹（2012年） 总作画監督助理
- 圣灵妖精 -La storia della Arcana Famiglia-（2012年） OP原画
- 薄樱鬼 黎明录（2012年） OP原画
- 加速世界（2012年） OP2原画
- Little Busters!（2012年） 人物设计、总作画監督、OPED作画監督 [6]
- 变态王子与不笑猫（2013年） 人物设计 [7]
- Little Busters! 〜Refrain〜（2013年） 人物設計、總作畫監督、OPED作畫監督
- 修業魔女璐璐萌（2014年） 作畫監督
- 學園孤島（2015年） 人物設計
- 田中君總是如此慵懶（2016年）人物設計、總作畫監督
- 斯特拉的魔法（2016年）OP作畫
- WWW.WORKING!!（2016年）原畫
- 偶像大師 SideM（2017年）人物設計
- 泥鯨之子們在沙地上歌唱（2017年）人物設計、總作畫監督
- Endro～！（2019年）人物設計
- 偶像夢幻祭（2019年）人物設計
- 堀与宫村（2021年）人物設計
- Sugar Apple Fairy Tale（2023年）人物設計

### 遊戲
- 啦啦魔法（2017年）人物設計
- Love Live! 蓮之空女學院學園偶像俱樂部（2023年）人物設計

### OVA
- 极速战警（2001年） 原画
- 纯情房东俏房客（2002年） 原画
- 飞越巅峰2（2004年 - 2005年） 原画
- 魔法护士小麦Z（2005年） 作画監督
- 鴉 -KARAS-（2005年） 原画
- 东京糖衣巧克力（2007年） 原画
- 零之使魔 三美姬的轮舞（2008年） 总作画監督
- 灼眼的夏娜S（2009年 - 2010年） OP原画
- 幸福光晕（2010年） 人物设计[8]
- Little Busters!EX（2014年） 人物設計、總作畫監督・OP總作畫監督、ED作畫監督
- 幸福光晕〜畢業寫真〜（2015年－2016年） 人物設計、總作畫監督

### 动画电影
- 劇場版 网球王子 二人武士The First Game（2005年） 原画
- 劇場版 网球王子 迹部的礼物〜献给你的网王祭〜（2005年） 作画監督
- 劇場版翼·年代记剧场版 鸟笼国的公主（2005年） 原画
- 劇場版 網球王子 英國式庭球城決戰！（2011年） 原畫
- 喬瑟與虎與魚群動畫版 （2020年）人物設計、總作畫監督
- Kud Wafter （2021年）人物設計